# Amir Majlis
Amir majlis fou un funcionari seljúcida equivalent al mestre de cerimònies. Era un dels més alts funcionaris seljúcides de l'Àsia Menor.
En el sultanat dels mamelucs l'amir majlis tenia al seu càrrec la vigilància dels metges, oculistes i altres personatges que exercien la medicina, tasca menys important que l'original dels seljúcides.